# José Oscar Flores
José Oscar « Turu » Flores (né le 16 mai 1971 à Buenos Aires en Argentine) est un joueur de football argentin.

## Palmarès

### Vélez
- Primera División Argentina : Apertura 1995 ; Clausura 1993, 1996
- Copa Libertadores : 1994
- Coupe intercontinentale : 1994
- Copa Interamericana : 1994
- Supercopa Sudamericana : 1996

### Deportivo
- Liga : 1999–2000
- Supercoupe d'Espagne : 2000